# Beda
Beda, Baeda of Bede, bijgenaamd Venerabilis (de eerbiedwaardige; in het Engels veelal Saint Bede of the Venerable Bede) (Northumbria, 672 of 673 ‒ Jarrow, 25 mei 735) was een Angelsaksische monnik, die in de zusterabdijen van Sint Peter en Sint Paulus in respectievelijk Monkwearmouth (een deel van het huidige Sunderland) en Jarrow leefde. Beide plaatsen lagen toen in het koninkrijk Northumbria en liggen nu in het noordoosten van Engeland.
Behalve als monnik is hij vooral bekend als Bijbelgeleerde, geschiedschrijver en heilige. Zijn beroemdste werk, Historia ecclesiastica gentis Anglorum (Kerkelijke geschiedenis van het Engelse volk) leverde hem de titel op van "vader van de Engelse geschiedschrijving". Beda was een bekwaam linguïst en vertaler. Zijn werk maakte de in het Latijn en Grieks geschreven boeken van de vroege kerkvaders toegankelijker voor zijn landgenoten. Zo heeft hij in aanzienlijke mate bijgedragen aan het Engelse christendom. Beda's klooster had de beschikking over een door Benedict Biscop uit Rome geïmporteerde bibliotheek, met daarin onder meer werken van Eusebius en Orosius.
In 1899 werd Beda door paus Leo XIII tot kerkleraar verheven. Zijn naamdag valt in de Rooms-Katholieke Kerk op 25 mei en in het bisdom Groningen op 24 mei.

## Leven

### Afkomst en jeugdjaren

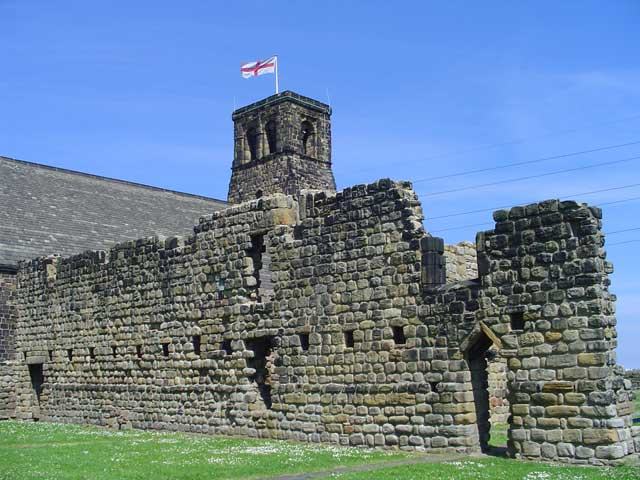
Ruïne van het klooster te Jarrow, met de nog bestaande kerk op de achtergrond

Beda is waarschijnlijk in 672 of 673 geboren in het gebied van het tweelingklooster van Jarrow en Wearmouth, in de buurt van de monding van de rivier de Wear, in het huidige Sunderland.
Toen hij zeven jaar oud was werd hij door zijn familie naar de aan Sint-Petrus gewijde abdij van Monkwearmouth gestuurd om daar eerst door de abt Benedict Biscop en later door Ceolfrith te worden onderwezen. Over zijn familie is vrijwel niets bekend. Uit Beda's verhaal wordt niet duidelijk of het toen al de bedoeling was dat hij monnik zou worden. Het was in die tijd op de Britse eilanden vrij algemeen dat jonge jongens, met name die van hogere afkomst, elders werden opgevoed; ook was het niet ongebruikelijk dat ouders hun kinderen op jonge leeftijd aan het klooster toezegden (de zogenaamde oblaten).
Onder leiding van Ceolfrith werd in 682 het zusterklooster van Monkwearmouth gesticht. Beda ging in dat jaar waarschijnlijk met Ceolfrith mee naar Jarrow en hoorde dus bij de eerste bewoners. De inwijdingssteen voor deze abdij overleeft tot op de huidige dag al meer dan 1300 jaar; De steen dateert de stichting van de abdij op 23 april 685. Aangezien Beda tijdens het bouwproces als jongen van een jaar of tien waarschijnlijk moest helpen, is het mogelijk dat hij een bijdrage heeft geleverd aan de bouw van de oorspronkelijke kerk van Jarrow. Vier jaar na de stichting, in 686 brak in in de abdij van Jarrow de pest uit. De vita van Ceolfrith, geschreven in ongeveer 710, verhaalt dat er slechts twee monniken overleefden, die in staat waren de volledige liturgie te zingen; een daarvan was Ceolfrith en de andere een jonge jongen, die dit volgens de anonieme schrijver van Ceolfrith had geleerd. De twee slaagden erin om totdat anderen konden worden opgeleid, de gehele liturgische dienst voor hun rekening te nemen. Deze jongen was vrijwel zeker Beda, die toen ongeveer 14 jaar was.

### Volwassenheid
Toen Beda ongeveer 17 jaar oud was, kregen Monkwearmouth en Jarrow bezoek van Adomnán, de abt van de abdij van Iona. Beda zal hem tijdens dit bezoek zeer waarschijnlijk hebben ontmoet. Het kan zijn dat Adomnán Beda's belangstelling voor de toen opnieuw actuele controverse rondom de correcte bepaling van Pasen heeft aangewakkerd. Zo rond 692, in zijn negentiende jaar, werd Beda door de bisschop van Hexham, Johannes van Beverley, tot diaken gewijd. De canonieke minimumleeftijd voor de wijding van een diaken was 25 jaar; Beda's vroege wijding tot diaken kan betekenen dat zijn capaciteiten hoog werden ingeschat, maar het is ook mogelijk dat de vereiste minimumleeftijd in geval van een gebrek aan geschikte kandidaten wat minder strikt werd genomen. Mogelijk heeft hij eerder nog ambten onder de rang van diaken bekleed, maar dit is niet overgeleverd. In zijn dertigste jaar (rond 702) werd Beda tot priester gewijd, opnieuw door bisschop Johannes van Beverley.
In het klooster in Monkwearmouth heeft hij, naast zijn dagelijkse kerkelijke taken, zijn werkzame leven gewijd aan studie, onderwijs, Bijbelonderricht en schrijven. Hij putte zijn kennis uit de Bijbel en uit de Latijnse geschriften van de kerkvaders. Beda bezat een grote kennis van en vaardigheid in het Latijn. Hij had ook enige kennis van het Grieks en het Hebreeuws. Hij wordt beschouwd als een veelzijdig geleerde, met grote verdiensten op (kerk)historisch gebied.

## Werken

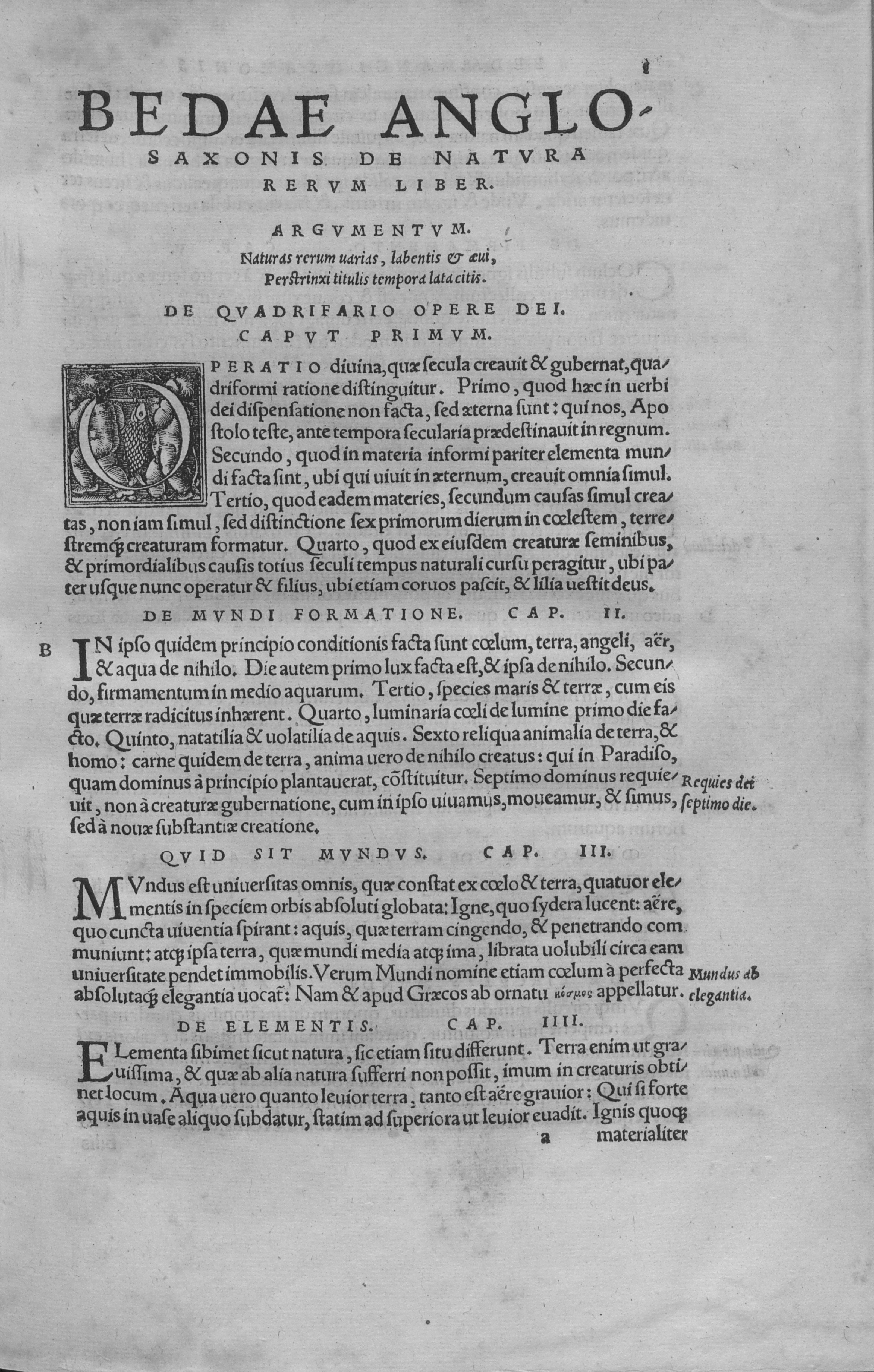
De natura rerum, 1529

### Historia ecclesiastica gentis Anglorum
Zijn bekendste werk is Historia ecclesiastica gentis Anglorum, waarin Beda de (kerk)geschiedenis van het Angelsaksische volk beschrijft vanaf de tijd van Caesar tot het jaar 731. Ook voor de kennis van het politieke en alledaagse leven in zijn tijd is dit werk van enorm belang.
Aan het eind van de Historia legt Beda een autobiografische verantwoording af van zijn schrijverschap via een opsomming van zijn werk. Hij benadrukt zijn commentaren op veel boeken van het Oude en het Nieuwe Testament. Ze staan bovenaan op zijn lijst en overtreffen het andere werk in aantal. Deze commentaren reflecteren de aandacht die de Bijbel had in het kloosterleven. Zelf schrijft Beda: Ik heb in dit klooster mijn hele leven gewijd aan de studie van de Heilige Schrift.

### Handboeken voor tijdrekening
Daarnaast heeft hij twee handboeken voor tijdrekening opgesteld voor gebruik in de Kerk: het Liber de temporibus en De temporum ratione. Deze werken over chronologie genoten groot gezag in de middeleeuwen. Normaliter wordt een manuscript van Bede’s De temporum ratione gevonden samen met een manuscript van zijn Paastabel, die een exacte uitbreiding van Dionysius Exiguus' Paastabel is en het tijdsinterval 532-1063 beslaat. Het is door middel van Bede’s Paastabel dat, vanwege de periodiciteit van Bede’s 532-jarige Paascyclus, alle toekomstige juliaanse kalenderdata van Paaszondag werden vastgelegd, althans tot het moment dat de juliaanse kalender werd vervangen door de gregoriaanse kalender (in het jaar 1582). Beda Venerabilis’ Paastabel heeft, evenals Dionysius Exiguus’ Paastabel, een metonische basisstructuur in de vorm van de, door de Alexandrijnse computist Annianus voorgestelde en door bisschop Cyrillus van Alexandrië geadopteerde, klassieke Alexandrijnse 19-jarige maancyclus, die een variant is zowel van bisschop Theophilus' 19-jarige maancyclus als van de Archetypische 19-jarige maancyclus die tussen 300 en 325 in Alexandrië werd geconstrueerd. De allereerste metonische 19-jarige maancyclus werd rond 260 uitgevonden (op basis van de metonische cyclus) door de Alexandrijnse computist Anatolius, die later bisschop van Laodicea werd.
Ook schreef Beda een natuurwetenschappelijk werk, De natura rerum. Beda schreef dat de aarde rond was als een speelbal en niet als een schild. Verder schreef hij voor zijn leerlingen verhandelingen over onder andere de grammatica.
Hoofdstuk 66 van zijn De Temporum Ratione uit 725 bevat de Chronica Maiora (Grote Kroniek) die soms als een afzonderlijk werk circuleert. Voor de laatste gebeurtenissen zoals in de Chronica en de Historia maakte Beda gebruik van het werk van Gildas, tot aan paus Sergius I (687-701) van de Liber Pontificalis. Een oudere bron is de Chronikoi Kanones van Eusebius van Caesarea.
Hij heeft ook een gebarentaal beschreven om getallen te communiceren over grote afstanden.

### Historisch werk

Opera Bedae Venerabilis, 1563

Ander historisch werk betreft biografieën van de abten van de kloosters van Wearmouth en Jarrow en een levensbeschrijving zowel in proza als in poëzie van Sint-Cuthbert van Lindisfarne.

### Architectuur
Beda schreef ook De Templo en De Tabernaculo. In deze twee werken staat vooral de architectuur centraal. Hij geeft een uiterst gedetailleerde beschrijving van onder andere de tempel van Salomo, de Ark des Verbonds en het Tabernakel waarin hij bijna elk mogelijk onderdeel gaat allegoriseren.

### Evangelie volgens Johannes
In zijn Brief over de Dood van Beda schrijft Cuthbert, dat Beda op zijn doodsbed nog aan een vertaling van het Evangelie van Johannes in het Angelsaksisch bezig was. Dit werk werd pas op zijn sterfbed voltooid.

## Verering

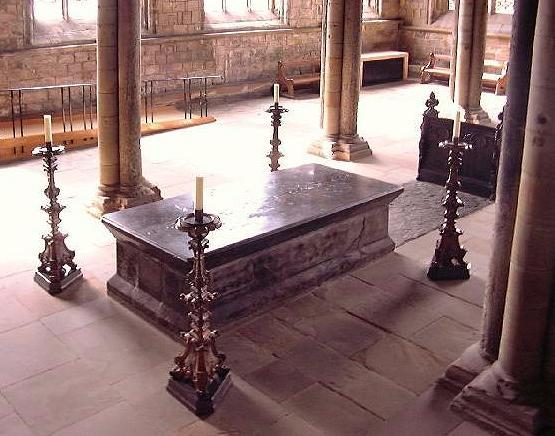
Beda's graftombe in de kathedraal van Durham

Vijftig jaar na zijn dood beweerden pelgrims mirakels gezien te hebben bij Beda's graf. Zijn lichaam werd in het midden van de elfde eeuw naar de kathedraal van Durham overgebracht. Sinds 1370 liggen de stoffelijke resten van Beda in de Galileakapel in dezelfde kathedraal. Aangenomen wordt, in ieder geval in Durham, dat de relieken authentiek zijn, alhoewel York, Glastonbury en Fulda gelijksoortige aanspraken maken.
Zijn geleerdheid werd door de Rooms-Katholieke Kerk dermate belangrijk geacht dat hij in 1899, als Sint-Beda de Eerbiedwaardige officieel tot de enige Engelse kerkleraar (Doctor Ecclesiae) werd verheven. Hij is ook de enige Engelsman die in Dantes La Divina Commedia wordt genoemd te midden van theologen en leraren van de Kerk.
Beda wordt in de Anglicaanse Kerk, de Lutherse kerken, de Rooms-Katholieke Kerk en de oosters-orthodoxe kerken als heilige vereerd. Zijn feestdag valt op 25 mei.

## Voetnoten
1. ↑  De positie van kerkleraar is van aanzienlijke theologische betekenis. Beda is de enige in het huidige Groot-Brittannië geboren persoon die deze eer te beurt is gevallen. Anselmus van Canterbury, ook een kerkleraar, kwam oorspronkelijk uit Italia.
2. 1 2 3  Blair, 1990, blz. 241
3. ↑  Plummer, Bedae Opera Historica, vol. I, p. xii.
4. ↑  Blair, 1990, blz. 181
5. ↑  Blair, 1990, blz. 5
6. ↑  Blair, 1990, blz. 253, Isidorus van Sevilla noemt zes kerkelijke ambten onder dat van diaken, maar deze ambten hoeven in de abdij van Monkwearmouth niet te hebben bestaan.
7. ↑  Zuidhoek (2019) 103-120
8. ↑  Zuidhoek (2019) 70
9. ↑  Zuidhoek (2019) 67-73
10. ↑  Declercq (2000), p. 65-66
11. ↑  Het idee dat in de Middeleeuwen werd gedacht dat de aarde plat was is een 19e-eeuws verzinsel. Zie Krogt, P. van der (2011): 'Columbus en de platte aarde' in De Geokrant 70, p. 16-19
12. ↑  Chronologie und Kalender bei Nikolaus A. Bär Beda Venerabilis: De Temporum Ratione, Caput LVI: De cyclo lunari. Gearchiveerd op 26 oktober 2021.
13. ↑  Young, L. (1981): Mathematicians and Their Times, North Holland Mathematics Studies 48
14. ↑  Bede and Gregory’s allusive angles ‒ The Venerable Bede and Pope Gregory the Great ‒ Critical Essay Harris, S.J., geraadpleegd op 1 december 2009.
15. ↑  Cuthbert, monnik en abt van de Sint-Pieterabdij, niet te verwarren met Sint-Cuthbert van Lindisfarne.
16. ↑  Saint Bede, Confessor, Father of The Church Eternal Word Television Network, geraadpleegd op 13 april 2008.
17. ↑  Dante Alighieri, La Divina Commedia: Paradiso X.130, a cura di Fredi Chiapelli, Gruppo Ugo Mursia Editore S.p.A., Milano, 1965.
18. ↑  Orthodox Europe The Latin Saints of the Orthodox Patriarchate of Rome, geraadpleegd 13 april 2008.